# Ранавалуна III
Ранавалуна III (малаг. Ranavalona III, при рождении — принцесса Разафиндрахети (Razafindrahety); 22 ноября 1861, Малагасийское королевство — 23 мая 1917, Алжир) — последняя королева Малагасийского королевства, которое было захвачено Францией в 1895 году и над которым был установлен французский протекторат.

## Биография
Ранавалуна III была объявлена королевой 8 мая 1883 года после смерти королевы Ранавалуны II. Её коронация состоялась 22 ноября 1883 года, когда ей исполнилось двадцать два года. Как и её предшественницы, она вышла замуж за премьер-министра Райнилайаривуни.
Ранавалуна III подписала договор с Францией, предоставив французам различные льготы, что стало в дальнейшем основанием для объявления протектората Франции над Мадагаскаром. Великобритания признала этот протекторат Франции англо-французским договором 1890 года. В 1886 году Ранавалуна III пыталась заручиться поддержкой США, выслав президенту Гроверу Кливленду подарки в виде тканей и булавок из слоновой кости. Потерпела поражение во время первой франко-малагасийской войны, которое ослабило её политический вес в малагасийском обществе. 12 декабря 1887 года был заключен мирный договор, который имел значительные выгоды для Франции.
В 1894 году Ранавалуна III отказалась исполнять договор. Франция в ответ на это выслала в 1895 году экспедиционный корпус, который захватил Антананариву после сопротивления. После завершения Второй франко-малагасийской войны премьер-министр Райнилайаривуни был сослан в ссылку во французский Алжир, где умер на следующий год. Королева Ранавалуна III и большая часть её свиты оставались на острове, даже когда Франция в 1896 году объявила Мадагаскар своей колонией.
После небольшого восстания на Мадагаскаре против Франции, Ранавалуна III была сослана на Реюньон, а затем — в марте 1899 года в город Алжир, где она умерла в 1917 году.
В ноябре 1938 года останки Ранавалуны III были эксгумированы и перезахоронены в гробнице королевы Расухерины рядом с Историческим музеем (Рува) в Антананариву. 6 ноября 1995 года Рува сгорел во время пожара и останки Ранавалуны III были перенесены в гробницу на королевском холме Амбухиманга.

## «Корона» Ранавалуны III
5 ноября 2020 года Франция передала властям Мадагаскара украшение балдахина королевы Мадагаскара, с 1910 года хранившееся в парижском музее Армии. Ввиду внешней схожести с короной, этот предмет в прессе часто называли «королевской короной», зачастую даже иллюстрируя новость о реституции изображением настоящей короны королевы Ранавалуны III.
Украшение имеет размеры 70 сантиметров в высоту и 35 сантиметров в диаметре, выполнено из цинка, обитого тканью жёлтого (охра) и красного (гранат) цветов. В 1910 году его передал в Музей Армии Жорж Ришар (фр. Georges Richard), «судья в отставке, родом с Реюньона», как гласит сопровождающая украшение в музее табличка.
В феврале 2020 года президент Мадагаскара Андри Радзуэлина обратился в письме к президенту Франции Эмманюэлю Макрону с просьбой о передаче «королевской короны», уточнив пожелание получить «корону» до 26 июня 2020 года — даты празднования 60-летия независимости Мадагаскара. Французское законодательство позволяет вывод предметов из коллекции государственных музеев только путём принятия отдельного закона по поводу реституции каждого выводимого из коллекции предмета. Принятие подобного закона до июня не было возможным, и французское правительство ответило на запрос Мадагаскара с предложением одолжить «корону» для проведения празднований 26 июня, одновременно продолжив рассмотрение закона о реституции. Мадагаскарское правительство ответило отказом, предпочтя дождаться результатов предложенного закона о реституции.
Во время рассмотрения закона, Французский Сенат запросил у Музея Армии информацию о происхождении украшения. Точное происхождение его у Жоржа Ришара неизвестно, но вместе с украшением он передал музею несколько фотографий, в частности два изображения королевы Ранавалуны III под сенью, украшенной «короной», во время торжественных обращений её к народу. На одной фотографии королева призывает народ Мадагаскара к восстанию против французов в 1895 году. На другой она объявляет о поражении и окончании войны. На обеих фотографиях видно украшение, из чего эксперты Музея Армии делают вывод о невозможности считать эту «корону» военным трофеем. В отсутствие доступа к мальгашским архивам, остаётся только гадать, была ли «корона» в списке предметов, подлежащих сохранению после падения монархии как представляющая историческую ценность, либо же она могла быть проданной вместе с остальными вещами, принадлежавшими королеве.
Записка Музея Армии Сенату Франции также предостерегает от опасности путаницы между украшением королевской сени — и настоящей королевской короной, остававшейся на Мадагаскаре до 2011 года, когда она была похищена из музея Андафиаваратра.
- «Корона» Ранавалуны III, до ноября 2020 года Музей армии в Париже
- Гробница королевы Расухерины рядом с Историческим музеем (Рува) в Антананариву, в которой находились останки  Ранавалуны III в 1938—1995 гг.
- Гробницы на королевском холме Амбухиманга
- Королева Ранавалуна с короной и скипетром.